# Wer zweimal fällt, ist endlich tot

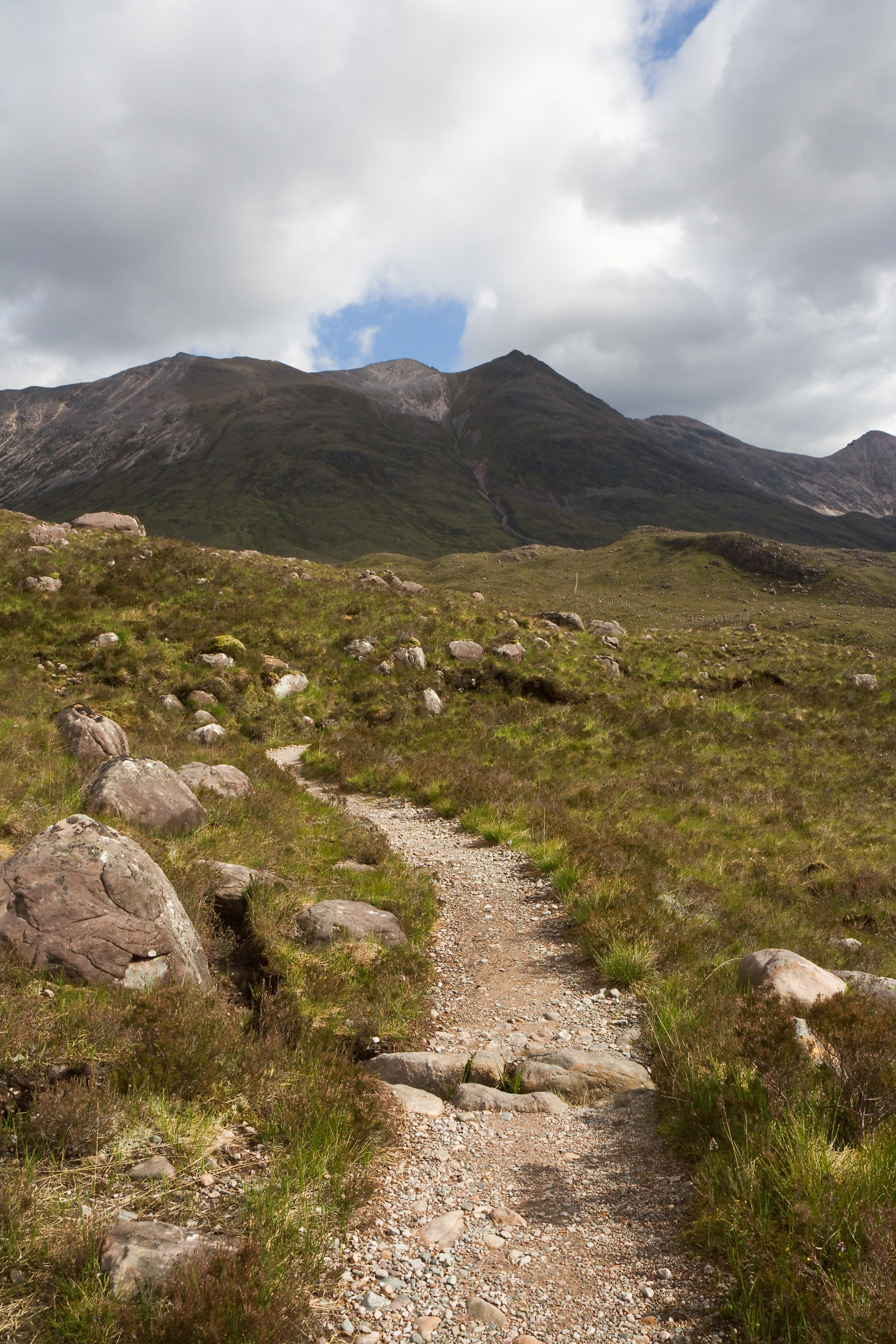
Coire Dubh in den Highlands

Wer zweimal fällt, ist endlich tot (engl. Death On Site) ist ein Kriminalroman von Janet Neel, der 1989 bei Constable & Company Ltd. in Großbritannien erschien. 

## Inhalt
Detective Chief Inspector John McLeish bei der Mordkommission von der Londoner Stadtpolizei New Scotland Yard macht Anfang August im schottischen Hochland mit seiner 29-jährigen Freundin Francesca Wilson Wanderurlaub. Die Unterkunft des Liebespaares, ein Cottage, steht im Gebiet um den Coire Dubh. Während einer gemeinsamen Bergwanderung wird Francesca Augenzeugin des Absturzes eines Bergsteigers. Zum Unfallzeitpunkt war oberhalb der Absturzstelle für einen Moment eine weitere Person in einer gelben Jacke zu sehen gewesen. Das wandernde Paar hilft dem Verletzten. Es handelt sich um Alan Fraser, der am Culdaig wohnt. Eigentlich ist Fraser als K2-Bezwinger ein erfahrener Bergsteiger, doch er wurde nach eigenen Angaben „von etwas am Kopf getroffen“. In einem Hotel in der Nähe des oben genannten Cottage verbringt der reiche 63-jährige Londoner Bauunternehmer Robert Vernon den Urlaub zusammen mit seiner Familie. Mit Dorothy, seiner Frau in zweiter Ehe, hat er die 26-jährige Tochter Sally Vernon. Sally ist mit dem 35-jährigen Manager Nigel Makin verlobt. Von den unbedingt notwendigen beruflichen Voraussetzungen her gilt Nigel als aussichtsreicher Nachfolger des Seniorchefs der Baufirma. Hingegen William Vernon, der Sohn des alten Vernon aus erster Ehe, arbeitet in der Firma des Vaters widerwillig als Kalkulator. William möchte lieber London verlassen und Farmer werden.
Robert Vernon war ein Geschäftsfreund von Francescas verstorbenem Vater. Der Unternehmer kennt die junge Frau von Kindesbeinen an.
Alan Fraser bereitet sich mit seinem Freund Michael Hamilton aus Edinburgh am Coire Dubh auf eine Himalaya-Expedition zum K6 vor. Neben der Kletterei schläft Alan mit Sally und arbeitet nach dem Urlaub zusammen mit Michael auf einer von Vernons Baustellen als Gerüstbauer.
John McLeish gelangt zu der Ansicht, Alan Fraser sei am Berg Ziel eines Mordanschlags geworden und will den Gerüstbauer auf der Londoner Baustelle warnen. Als der Chief Inspector die Baustelle betritt, wird er Augenzeuge des tödlichen Absturzes Alan Frasers vom Baugerüst. Dem Bergsteiger war von einer Überdosis Antihistamin, verabreicht in gesüßtem Tee, schwindlig geworden. Alle Tatverdächtigen aus den schottischen Bergen, als da sind Michael Hamilton, Nigel Makin und die vier Vernons, sind zum Tatzeitpunkt auf der Londoner Baustelle anwesend. Inspector John McLeish nimmt sich als ersten Kandidaten den 27-jährigen, angeblich homosexuellen verkrachten Medizinstudenten Michael Hamilton vor. Nur einer von den beiden Bergsteigern sollte nach Michaels Wissen in das Himalaya-K6-Team aufgenommen werden. Vielleicht wollte Michael den Freund aus dem Weg räumen? Die nächste Kandidatin – Sally Vernon – ist schwanger und weiß nicht von wem. Die Verlobung mit Nigel Makin hat sie gelöst. Alan Fraser, hauptsächlich in die Berge verliebt, wollte sie keinesfalls heiraten. Vielleicht hat Sally aus Rachsucht zum Gift gegriffen? Der dritte Kandidat ist Nigel Makin. Vielleicht wollte er den Nebenbuhler morden? Die Kandidaten Nummer vier und fünf sind das Ehepaar Vernon. Vielleicht war Alan Fraser als Schwiegersohn untragbar?
McLeish kommt dahinter, dass der Tote zu Lebzeiten auf Vernons Baustelle in Materialdiebstähle größeren Ausmaßes verwickelt gewesen war. Der Inspector ist auf dem Weg zu Nigel Makin. Der Manager ist den Diebstählen ebenfalls auf der Spur. McLeish findet Nigel, der – lebensgefährlich am Kopf verletzt – niedergeschlagen wurde.
William Vernon gesteht seiner Stiefmutter Dorothy, dass er zusammen mit Alan Fraser das Baumaterial stahl und greift die ältere Dame tätlich an. McLeish kommt dazu, fährt dazwischen und verhaftet William wegen der Gewalttat an Nigel Makin.
Die Indizien sprechen eine eindeutige Sprache. McLeish ist davon überzeugt, Michael Hamilton hat in den schottischen Bergen den Mordversuch unternommen und den Freund schließlich in London umgebracht.
Es sieht ganz so aus, als würden Sally und Nigel doch noch ein Paar werden.

## Form
Über die konkrete Lage des schottischen Urlaubsortes schweigt sich die Autorin aus. Carrbrae ist fünfzehn Meilen entfernt und der Coire Dubh ist nicht weit.
Die Erzählperspektive wird immer einmal gewechselt. Als William der Stiefmutter seine Straftaten gesteht, ist der Leser klüger als der Inspector McLeish. Manchmal ist aber auch der Kriminalist klüger als der Leser.
Der Kriminalroman trägt autobiographische Züge. Sowohl Francesca Wilson als auch die Autorin arbeiteten als Beamtinnen in der Londoner Industrie- und Handelskammer.
Die Konstruktion ist ungewöhnlich: Der Kriminalist McLeish ist bei jeder der drei vorkommenden Straftaten fast zugegen, zugegen und im Mordfall sogar Augenzeuge. Als in London Alan Fraser vom Baugerüst zu Tode stürzt, sind alle sechs Hauptverdächtigen vom ersten schottländischen Mordversuch vor Ort. In der Konstruktion gibt es weitere Auffälligkeiten. Robert Vernon, bekanntlich einer der Hauptverdächtigen im Mordfall, kennt die Geliebte des Untersuchungsbeamten sehr genau. So kann Francesca Wilson den millionenschweren Unternehmer zur Preisgabe seines Intimwissens in dem Kriminalfall Alan Fraser bewegen.
Die Liebesgeschichte McLeishs mit Francesca wird humorig vorgetragen; unter anderen auch bedingt durch das Auftreten der vier jüngeren, musisch äußerst begabten Brüder Francescas.
Im Klappentext der verwendeten deutschen Ausgabe ist von Frauen-Power die Rede. In der Tat – Francesca ist eine erfolgreiche Regierungs-Beamtin, Dorothy eine resolute Managerin mit jahrzehntelanger Berufserfahrung im Unternehmen ihres Gatten und Sally weiß, wie ihre Karriere als Ingenieurin angepackt werden muss.
Die Gesamtkonstruktion ist hintergründig-komplex. Nach der Lektüre tut sich Raum für Erwägungen auf. Wenn die beiden Täter die Hände in den Schoß gelegt hätten, dann wären sie auch ohne kapitale kriminelle Delikte an das Ziel ihrer pekuniären Wünsche gelangt. Denn Robert Vernon wollte Alan Fraser so viel Geld für seine Himalaya-Expedition geben, dass es auch für zwei Teilnehmer gereicht hätte. Aber davon wusste Michael Hamilton nichts. William Vernon erfuhr nach seinen Materialdiebstählen, dass sein Vater ihm einen Millionenbetrag zukommen lassen wollte.

## Deutsche Ausgaben

### Verwendete Ausgabe
- Wer zweimal fällt, ist endlich tot. Ein Francesca Wilson-Krimi. Aus dem Englischen von Sabine Steinberg. Econ Taschenbuch Verlag, Düsseldorf 1993 (Aufl. anno 1997), ISBN 3-612-25988-1